# Attentat de Kano du 28 novembre 2014
L'attentat de Kano est commis le 28 novembre 2014 au cours de l'insurrection djihadiste au Nigeria.

## Déroulement
L'attaque a lieu le 28 novembre 2014, devant la grande mosquée de Kano, au moment de la prière. La Grande mosquée de Kano, très fréquentée, est celle où l'émir Sanusi Lamido Sanusi, dit Mohamed Sanusi, a l'habitude de diriger la prière. Ce dernier, deuxième responsable musulman le plus important du Nigeria, après l'émir de Sokoto, avait dénoncé les exactions de Boko Haram et l'inefficacité des forces militaire nigérianes une dizaine de jours avant l'attaque. Soutenu par des chefs traditionnels il avait appelé à la création de milices locales d'autodéfense,,.
Le jour de l'attentat, Sanusi Lamido Sanusi est exceptionnellement absent en raison d'un voyage en Arabie saoudite. Au début des prières, à une heure de forte affluence, deux kamikazes équipés d'engins explosifs artisanaux se font exploser, puis plusieurs hommes armés ouvrent le feu sur la foule,. 
Les terroristes armés sont au nombre d'une quinzaine selon les déclarations du porte-parole de la police nigériane, Emmanuel Ojukwu. Les policiers interviennent mais aussi des civils qui prennent en chasse et tuent quatre des tireurs,.

## Bilan humain et conséquences
Les morts et les blessés sont conduits dans quatre hôpitaux de la ville, un journaliste de l'AFP déclare avoir compté 92 cadavres, rien qu'à la morgue de l'hôpital Murtala Mohammed. Le jour même de l'attentat, un bilan donné par les secours fait état de 120 morts et 270 blessés,.
L'attentat n'est pas immédiatement revendiqué, mais Boko Haram est fortement soupçonné. Le lendemain, l'émir de Kano se rend sur les lieux de l'attentat, il déclare : « Nous ne nous laisserons jamais impressionner ni pousser à abandonner notre religion ».

## Attentat de Kantin Kwari
Une nouvelle attaque a lieu à Kano le 10 décembre, lorsque trois adolescentes sont conduites par un homme dans le marché de Kantin Kwari. Deux des jeunes filles se font exploser, elles tuent au moins quatre personnes et en blessent sept autres,. L'homme suspecté d'avoir accompagné les kamikazes est par la suite arrêté. En revanche, la troisième adolescente prend la fuite, blessée par les explosions. Elle gagne un hôpital où une ceinture d'explosifs est découverte sur elle. Elle déclare à la police que ses parents, proches de Boko Haram, l'ont forcé à tenter de commettre un attentat-suicide.